# Буркитбаев, Серик Минаварович
Се́рик Минава́рович Буркитба́ев (7 сентября 1957, с. Мерке, Джамбульская область), казахстанский государственный деятель, Президент АО «КазМунайГаз» (в мае-августе 2008 года), министр транспорта и коммуникаций Республики Казахстан в 1998-2000 годах. Доктор физико-математических наук.

## Биография
В 1980 году окончил Московский инженерно-физический институт (с 2009 года — Национальный исследовательский ядерный университет «МИФИ») по специальности инженер-физик.
После окончания аспирантуры МИФИ с 1984 по 1993 год работал в системе Академии наук Казахстана — Институте химии нефти, Институте математики.
В 1993—1998 годах работал в производственной сфере — руководил Алматинским инженерным центром по лазерной технологии, Казахским радиотехническим заводом, а также в сфере телекоммуникаций — был президентом АО «Казинформтелеком», АОЗТ «Казахстанские телекоммуникации» (КАТЕЛКО), АО «Казахтелеком».
С 1998 по 2000 год работал Министром транспорта и коммуникаций Республики Казахстан.
В 2000—2002 годах являлся Советником Президента Республики Казахстан.
В последние годы работал директором Казахского института нефти и газа.
С 10 января 2007 года — помощник Президента Республики Казахстан.
В феврале 2008 года Указом Президента Республики Казахстан назначен председателем правления Акционерного общества «Национальный научно-технологический холдинг «Самғау»
29 мая 2008 года Решением Совета директоров АО «Казахстанский холдинг по управлению государственными активами «Самрук» по представлению Правительства Республики Казахстан избран Президентом (председателем Правления) АО «Национальная компания «КазМунайГаз», но через три месяца был освобождён от занимаемой должности.

## Награды
- Юбилейная медаль «300 лет Российскому флоту»